# Léonce Bourliaguet
 (décembre 2017).
Si vous disposez d'ouvrages ou d'articles de référence ou si vous connaissez des sites web de qualité traitant du thème abordé ici, merci de compléter l'article en donnant les références utiles à sa vérifiabilité et en les liant à la section « Notes et références ».
Léonce Bourliaguet, né le 6 janvier 1895 à Thiviers (Dordogne) et mort le 26 mars 1965 à Malemort-sur-Corrèze, est un  enseignant français, auteur de livres pour la jeunesse.

## Biographie
Léonce Bourliaguet devient instituteur puis directeur d'école. À dix-neuf ans, il est incorporé au 49e régiment d'infanterie ; il est fait prisonnier à Verdun le 17 avril 1916.
En 1929, à l'âge de trente-quatre ans, il devient le plus jeune inspecteur de France.
Bourliaguet a été un auteur imaginatif et prolifique pour la jeunesse, dont les ouvrages ont contribué à former la sensibilité de deux générations.[réf. nécessaire] Il a également rédigé un ouvrage de conseils aux jeunes instituteurs sous forme de fiction dialoguée, humoristique et distanciée, mettant en scène le personnage de l'instituteur omniprésent dans la « trilogie des gangsters », M. Sabahu : Propos pédagogiques matinaux de M. Sabahu. Il a écrit plusieurs ouvrages se rapportant à son expérience de la Première Guerre mondiale et de sa captivité.
On retrouve fréquemment son nom dans les manuels de lecture des années 1950-1960, comme Toute une année de lecture au cours élémentaire.

## Œuvre
Liste exhaustive. La première date est celle de la première édition.
- 1934 : La Conversion de M. Sabahu[3], Éditions Nathan
- 1934 : Quatre du cours moyen, ou les Joyeux Gangsters de la Mardondon[4], éditions Bourrelier, coll. « Primevère », dessins de l'auteur ; réédition Magnard (1967 et 1981), illustrations de Patrice Harispe Prix Jeunesse 1934
- 1935 : Le Franzmann[5], Guillemot-Lamothe ; réédité en 1967 chez Magnard
- 1935 : La Forêt sereine, Magnard ; rééditions Nelson (1937), Magnard (1954)
- 1935 : Les Aventures du petit rat Justin, éditions Société universitaire d’éditions et de librairie (SUDEL)
- 1935 : La Geste des Bestes, Bestions et Bestioles, éditions Willaump
- 1936 :  Les Aventures de Flosco (Trois étoiles filantes, Trois balles sifflantes, Trois voiles claquantes), éditions SUDEL[6] ; réédition Magnard (1951 et 1981) Prix Sobrier-Arnould 1937[7] de l'Académie Française pour Trois étoiles filantes, de la trilogie Flosco.
- 1937 : La Forêt sereine, éditions Bibliothèque Nelson illustrée no 9, illustrations de Jacques Souriau
- 1939 : Sept Peaux de bêtes, éditions SUDEL
- 1941 : Contes pour Toutou et Bizou, éditions Eyboulet
- 1942 : Justin chez les Hommes, éditions SUDEL, illustrations de Édouard Bernard
- 1942 : Contes du Chabridou, éditions Charles-Lavauzelle, illustrations de Gaston Jacquement
- 1943 : Contes de Jeannot Lapin[8], éditions Charles-Lavauzelle, illustrations de Gaston Jacquement
- 1944 : Contes de mon Père le Jars, éditions Hachette, coll. « Bibliothèque rose illustrée », illustrations de Jean Routier
- 1945 : Par monts et par vaux, éditions SUDEL, illustrations de Bresson
- 1945 : Contes du Mille-pattes, éditions Les Nouvelles Presses françaises
- 1946 : Contes de la Folle Avoine, éditions Charles-Lavauzelle, illustrations de Gaston Jacquement
- 1946 : Les Mystères du Vervelu, éditions Les Nouvelles Presses françaises
- 1946 : Le Tambourin d'argile, éditions Charles-Lavauzelle, illustrations de A. Delaire
- 1946 : Le Moulin de Catuclade, éditions Hachette, coll. « Jeunesse du Monde » ; réédité en 1950 chez Hachette, coll. « Bibliothèque de la jeunesse », illustrations de Albert Chazelle
- 1947 : Propos pédagogiques matinaux de M. Sabahu, éditions Charles-Lavauzelle
- 1948 : Le Maquis de la Mardondon, éditions Charles-Lavauzelle
- 1949 : Carnet d'un Pédestrian, Librairie Armand Colin
- 1949 : Les Fléaux du Vervelu, éditions Les Nouvelles Presses françaises, illustrations de Raylambert
- 1950 : Mitou-les-yeux-verts, éditions Hachette, coll. « Jeunesse du monde », broché, 253 p. ; réédité chez Hachette, coll. « Idéal-Bibliothèque », 1979
- 1951 : Les Aventures de Poc-Anach, éditions Hachette Jeunesse, coll. « Les grands romanciers », illustrations de P. Hives
- 1951 : Le Berceau périgourdin (recueil de contes[9]), Charles-Lavauzelle & Cie éditeurs, Paris, illustré en couleurs
- 1952 : La Maison qui chante, éditions Hachette, coll. « Bibliothèque de la jeunesse », illustrations d'Albert Chazelle
- 1953 : Les Farauds de la Mardondon, éditions SUDEL
- 1953 : Hototogisu, le rossignol de Minuit, éditions Magnard, illustrations de Paulette Lagosse d'après des dessins de l'auteur
- 1953 : Contes pyrénéens, éditions Paul-Brand-Bussum
- 1954 : Castandour, éditions Magnard, coll. « Fantasia », illustrations de Paulette Lagosse; rééd.: ill. Xavier Justh, 1954; rééd., coll. « 15 ans », ill. Robert Gigi, s.d.(années 1960).
- 1954 : La Villa des grillons, éditions Hachette, coll. « Bibliothèque verte », illustrations de Albert Chazelle Prix Eugène le Roy 1958.
- 1954 : Contes de Mitou, éditions Hachette
- 1955 : Pouk et ses loups-garous, éditions Magnard, illustrations de Pierre Rousseau Prix Enfance du monde 1956[10].
- 1956 : D'un veau, d'un saint, d'un poète, illustrations de Régine Macary
- 1957 : La Montagne endormie, éditions Magnard, illustrations de Marcel Jacquemin
- 1958 : La Dette d'Henri, éditions Hachette, coll. « Bibliothèque verte » no 45, illustrations de Philippe Daure
- 1958 : Les Compagnons de l'Arc, éditions Magnard, coll. « Fantasia », illustrations de Simone Deleuil Prix Fantasia, 1959[10].
- 1958 : Ce beau temps-là, Éditions GP, coll. « Rouge et Or dauphine », illustré par Mixie-Béret
- 1959 : Contes de l'île lumineuse, éditions Bias
- 1959 : Contes de la Chevillette, éditions Bias, coll. « Anémones » no 274
- 1960 : L'Ami des sirènes, Librairie Hachette, illustrations de Pierre Leroy
- 1961 : Le Berceau limousin, éditions Magnard, illustrations de Bernard Ducourant
- 1961 : Journal vert de Silette, éditions Hachette, coll. « Idéal-Bibliothèque » no 208, illustrations de Paul Durand
- 1961 : Contes de l’Épi d'orge, éditions Bias, coll. « Anémones »
- 1961 : La Longue Eau verte, éditions Desclée de Brouwer, coll. « Belle Humeur »
- 1961 : Le Marchand de nuages, éditions G. P., coll. « Spirale », illustrations de René Péron
- 1962 : Le Cluseau du Bois Brun, éditions Magnard, coll. « Fantasia », illustrations de Just
- 1962 : On tourne au village, éditions G. P., coll. « Spirale » no 361, illustrations de René Péron
- 1963 : De sel et de poivre, éditions Magnard
- 1963 : Clarinet le Patagon, éditions Magnard, illustrations de F. Lesourt
- 1963 : Un village au bord de la mer, éditions Magnard, illustrations de Nadiken
- 1964 : Les Canons de Valmy, Société nouvelle des éditions G. P., illustrations de René Péron Prix européen de littérature enfantine de la ville de Caorle, 1966[10].
- 1964 : Le Parc aux Prèles, éditions Desclée de Brouwer ; réédition Les Amis de Léonce Bourliaguet, 2017
- 1964 : Contes du Fileur de Verre, Éditions Desclée de Brouwer, illustrations d'Étienne Morel
- 1965 : Marie Mon-homme, éditions Les Amis du Nord-Périgord
- 1965 : La Nuit des deux Roses, Société nouvelle des éditions G. P., illustrations de Michel Gourlier

### Éditions posthumes
- 1968 : L'Homme et le Vent, Presses de la Cité, éditions G. P., coll. « Spirale », illustrations de Michel Gourlier
- 1986 : Les Évangiles gaillards : la sagesse de Sartrillon, Treignac, éditions Les Monédières
- 2004 : Le Château des Cent Guerres, éditions Les Amis de Léonce Bourliaguet
- 2020 : Quatre du cours moyen, passages choisis et adaptés par Bruno Vizerie[11], illustrations de Francis Pralong, textes d'après Léonce Bourliaguet, édité par l'association Les Amis de Léonce Bourliaguet, Beaumontois-en-Périgord, éditions Secrets de pays  (ISBN 978-2-491344-01-6)

## Récompenses et distinctions
- Prix Jeunesse 1934 pour Quatre du cours moyen, ou les Joyeux Gangsters de la Mardondon
- Prix de l'Enfance 1935 des Nouvelles littéraires pour Petit Œuf
- Prix Sobrier-Arnould 1937[7] de l'Académie Française pour Trois étoiles filantes, de la trilogie Flosco
- Prix Enfance du monde 1956[10] pour Pouk et ses loups-garous, illustrations de Pierre Rousseau
- Prix Eugène le Roy 1958 pour La Villa des grillons
- Prix Fantasia 1959[10] pour Les Compagnons de l'Arc
- Prix Européen de littérature enfantine de la ville de Caorle 1966[10] pour Les Canons de Valmy, illustrations de René Péron
- (international) « Honor List » 1966[12], de l' IBBY, pour Les Canons de Valmy, illustrations de René Péron

## Hommages
Un collège et plusieurs rues en France portent son nom : à Brive, Champagnac-la-Prune, Malemort-sur-Corrèze, Thiviers et Franconville.